# Видби
Видби (енгл. Whidbey Island) је острво САД које припада држави Вашингтон. Површина острва износи 437 km². Према попису из 2000. на острву је живело 58.211 становника.